# Wereldkampioenschap waterski racing 2013
Het wereldkampioenschap waterski racing 2013 was een door de International Waterski & Wakeboard Federation (IWWF) georganiseerd kampioenschap in het waterskiën. De 18e editie van het wereldkampioenschap werden georganiseerd op het Spaanse eiland Tenerife (Canarische Eilanden) van 5 tot 15 september 2013.

## Resultaten

### Formule 1
| Heren  | Heren               | Heren   | Heren |
| Plaats | Racer               | Punten  |       |
| ------ | ------------------- | ------- | ----- |
| Goud   | Wayne Mawer         | 3000,00 |       |
| Zilver | Todd Haig           | 2977,58 |       |
| Brons  | Codie Rigg          | 2829,27 |       |
| 4      | Darren Kirkland     | 2772,05 |       |
| 5      | Steven Van Gaeveren | 2712,00 |       |
| 6      | Buby Bertels        | 2302,55 |       |
| 7      | Jack Lynch          | 2292,26 |       |
| 8      | Mark Weaver         | 1874,87 |       |

| Dames  | Dames           | Dames   | Dames |
| Plaats | Atleet          | Tijd    |       |
| ------ | --------------- | ------- | ----- |
| Goud   | Trudi Stout     | 3000,00 |       |
| Zilver | Kathrin Ortlieb | 2926,29 |       |
| Brons  | Erin De Yager   | 2898,57 |       |
| 4      | Vicky Leysen    | 2671,37 |       |
| 5      | Danni Coyte     | 2479,51 |       |
| 6      | Claire Taylor   | 2429,48 |       |
| 7      | Vanessa Eyles   | 2361,89 |       |
| 8      | Laura Sosa      | 1711,30 |       |

### Formule 2
| Heren  | Heren           | Heren   | Heren |
| Plaats | Racer           | Punten  |       |
| ------ | --------------- | ------- | ----- |
| Goud   | Ben Gulley      | 2995,78 |       |
| Zilver | Jake Tegart     | 2985,13 |       |
| Brons  | Andy Anderson   | 2896,49 |       |
| 4      | Cameron King    | 2778,08 |       |
| 5      | William Newland | 2777,08 |       |

| Dames  | Dames               | Dames   | Dames |
| Plaats | Atleet              | Tijd    |       |
| ------ | ------------------- | ------- | ----- |
| Goud   | Sarah Teelow        | 3000,00 |       |
| Zilver | Leanne Campbell     | 2993,92 |       |
| Brons  | Kelsey Feros        | 2949,03 |       |
| 4      | Christel Magdeleyns | 2908,57 |       |
| 5      | Tayla Wright        | 2885,17 |       |

1979 ·
1981 ·
1983 ·
1985 ·
1987 ·
1989 ·
1991 ·
1993 ·
1995 ·
1997 ·
1999 ·
2001 ·
2003 ·
2005 ·
2007 ·
2009 ·
2011 ·
2013 ·
2015 ·
2017 ·
2019